# Кубыча (озеро)
Кубыча — озеро на севере Тверской области России, в Удомельском районе, в 2 километрах на юг от Удомли. Принадлежит бассейну Волги. Исток реки Кубыча (левый приток реки Волчина, впадающей в реку Мологу).
Площадь озера 4,99 км², длина 8,31 км, максимальная ширина 1,57 км, средняя ширина 670 м, урез воды 157,2 м, длина береговой линии 24,1 км. Максимальная обнаруженная глубина — 5,6 м. Происхождение ложбинное. Берега низменные, в значительной части (около половины) заболочены. На побережье земли сельскохозяйственного назначения, в водоохранной зоне есть животноводческие фермы.
По западному берегу проходит трасса, соединяющая Удомлю с шоссе Бежецк—Вышний Волочек. Водный маршрут: оз. Кубыча — р. Кубыча -р. Волчина.
Дачное место, используется для отдыха жителей Удомли.
Населённые пункты: с. Лайково (Попово), д. Бочурино, д. Дубище, д. Ольховец, д. Дягилево, д. Ясная Поляна, д. Липка, СОТ «Лето».

## Достопримечательности
В 1905 году дачу на берегу озера приобрёл профессор Александр Степанович Попов, после смерти учёного его семья жила здесь продолжительное время.